# Promontorio dell'Argentario
Il promontorio dell'Argentario è un promontorio della provincia di Grosseto, bagnato dalle acque del mar Tirreno e della Laguna di Orbetello.
Amministrato dal comune di Monte Argentario, si trova lungo la costa maremmana tra l'Isola del Giglio e  l'Isola di Giannutri e fa parte del Santuario dei cetacei classificata come Area Specialmente Protetta di Interesse Mediterraneo. Il punto più alto raggiunge i 635 metri s.l.m. sulla vetta del monte Telegrafo.

## Origini
Al pari del promontorio di Piombino e di altri promontori minori, anche l'Argentario era originariamente un'isola, che nel corso dei secoli si è venuta a trovare collegata alla vicina terraferma, per il sollevamento prima del Tombolo della Feniglia (azione delle correnti marine) e poi anche del Tombolo della Giannella (materiale di accumulo proveniente dal vicino fiume Albegna).
Una volta unito alla terraferma dai due cordoni di sabbia, la parte interna del promontorio compresa tra di essi si è venuta a trovare bagnata dalla Laguna di Orbetello, la cui origine è stata coeva ai processi che hanno determinato la trasformazione dell'Argentario da isola a promontorio.

## Territorio
Il territorio del promontorio risulta quasi completamente collinare e a tratti impervio, addolcito unicamente dall'opera dell'uomo che ha creato nel tempo delle terrazze dove si coltiva prevalentemente la vite (Ansonica Costa dell'Argentario) e localmente anche l'ulivo.
L'unica area pianeggiante, peraltro di superficie estremamente limitata, si trova nella parte orientale del promontorio, in località Terrarossa, nei pressi del punto di arrivo dell'ottocentesca diga artificiale, sulla quale è stata costruita durante il secolo scorso la strada per Orbetello al posto della dismessa ferrovia Orbetello–Porto Santo Stefano.
I due centri abitati situati sul promontorio sono Porto Santo Stefano (a nord-ovest), che ospita la sede municipale di Monte Argentario, e Porto Ercole a sud-est dalle origini più antiche.

## Coste
Il promontorio dell'Argentario si estende seguendo una forma poligonale, semplificabile approssimativamente in un pentagono irregolare, per la descrizione dei vari tratti costieri, ciascuno dei quali presenta caratteristiche peculiari.

### Costa nord-orientale

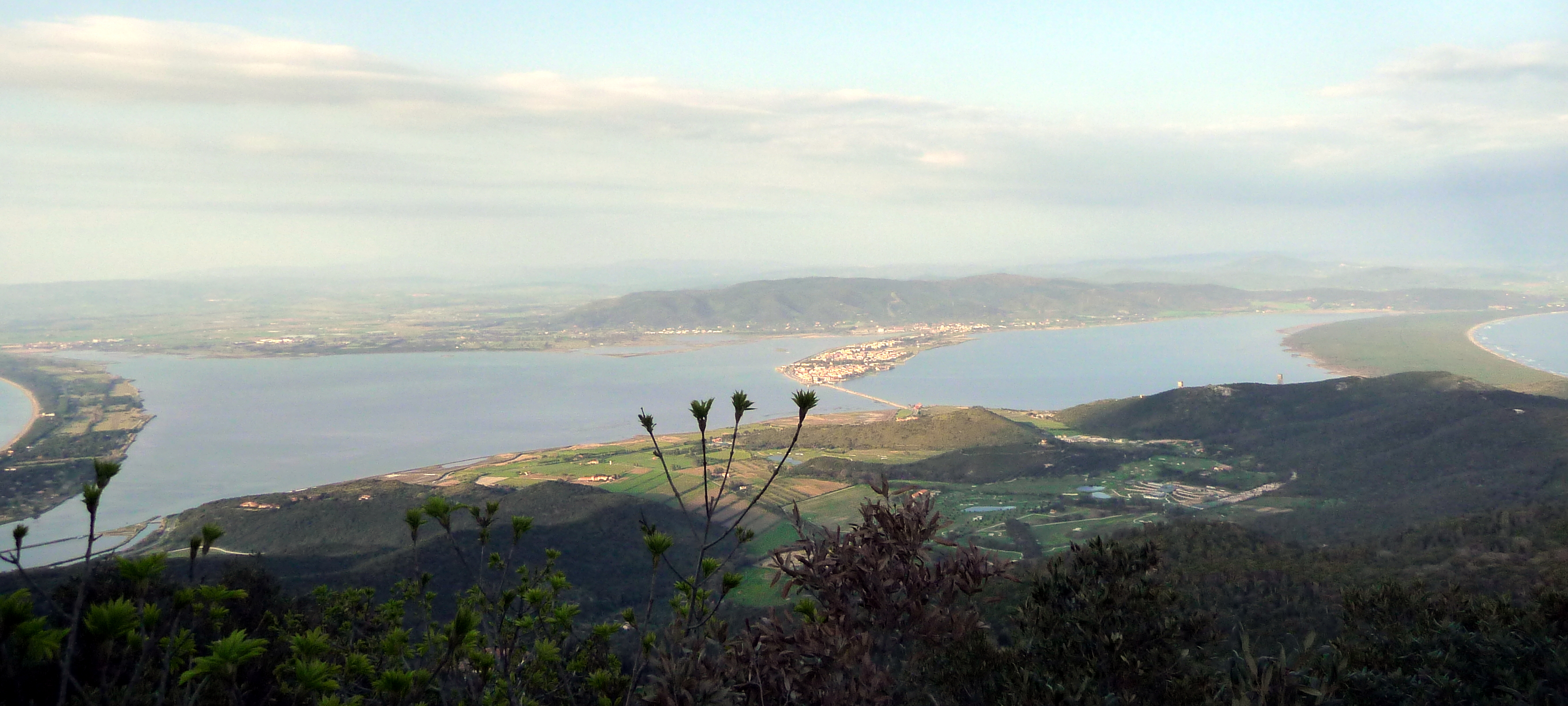
Veduta generale della costa nord-orientale dell'Argentario bagnata dalla Laguna di Orbetello

La costa nord-orientale dell'Argentario è compresa tra il canale di Santa Liberata a nord-ovest (Porto di Santa Liberata) e la falcatura interna del Tombolo della Feniglia a sud-est. Questo tratto di costa risulta basso ed è bagnato dalle acque salmastre della Laguna di Orbetello, le cui acque defluiscono verso il mare proprio attraverso il canale di Santa Liberata. In prossimità della costa nord-orientale si estende l'unica pianura presente sul promontorio, che raggiunge la sua massima profondità verso l'interno nell'area attorno alla località di Terrarossa. La conformazione del tratto costiero nord-orientale costituivano l'unico tratto litoraneo dell'originaria isola, con coste basse e sabbiose che avevano dato origine ad un lungo arenile.

### Costa sud-orientale
Il tratto costiero sud-orientale dell'Argentario è compreso tra il Tombolo della Feniglia a nord-est e Punta di Torre Ciana a sud-ovest, ove sorge la torre omonima. Lungo questo tratto si trova la frazione di Porto Ercole. Il tratto costiero ha inizio a nord-est con la Punta Pertuso, che chiude a ovest il Tombolo della Feniglia, e delimita a nord Cala Galera, ove sorge il porto omonimo, a sua volta chiusa a sud dal Monte Filippo, alla cui sommità sorge il Forte Filippo mentre sulle pendici orientali digradanti si trova il Forte Santa Caterina.

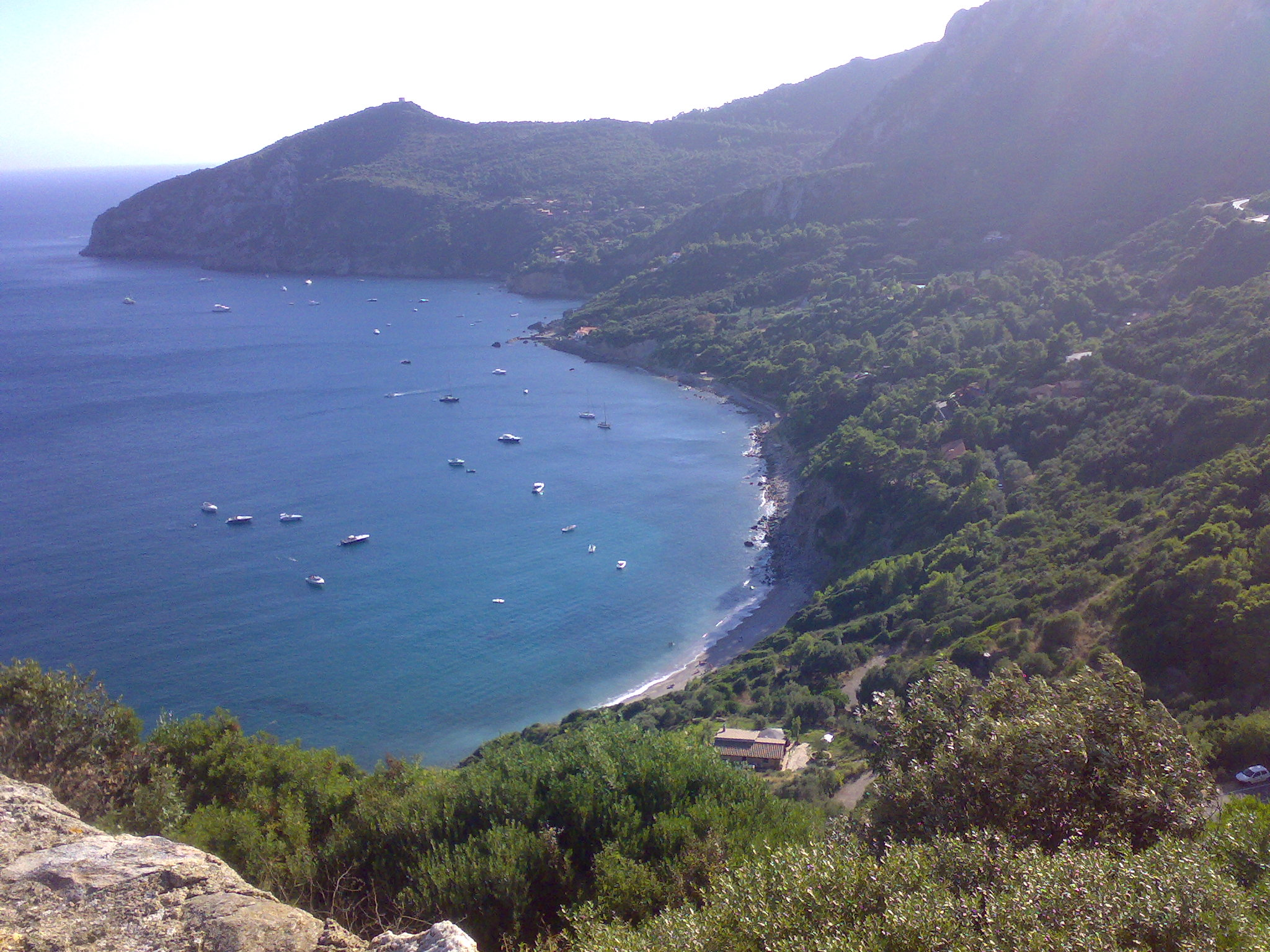
Tratto della costa sud-orientale presso Porto Ercole

A sud del Monte Filippo si apre la baia di Porto Ercole con il Porto Vecchio, delimitata a sud dal Poggio delle Biche sul quale è situata la Rocca aldobrandesca: proprio questo è il punto più a est dell'intero promontorio dell'Argentario. Le pendici orientali del Poggio delle Biche digradano più dolcemente a sud della rocca, lasciando spazio al piccolo ma caratteristico arenile della Spiaggia delle Viste, che si affaccia a est fronteggiato dalla sagoma inconfondibile dell'Isolotto, interrompendo un lungo tratto di coste più alte e ovunque scogliose: la sabbia presenta un caratteristico colore ocra. Le pendici sud-occidentali del Poggio delle Biche si congiungono a quelle sud-orientali del Monte Telegrafo (vetta di 635 metri s.l.m.) presso la località di Lo Sbarcatello, dominata dall'imponente mole del Forte Stella. Presso la suddetta località, si sviluppa la Spiaggia Lunga, esposta a sud-est, caratterizzata dalla presenza di sabbia mista a ciottoli, che interrompe il precedente tratto di coste alte e rocciose.
Procedendo verso sud-ovest, la costa riprende per un tratto alta e rocciosa, fino a raggiungere la suggestiva Spiaggia dell'Acqua Dolce, con sabbia mista a ghiaia, che si affaccia anch'essa verso oriente ed è chiusa a sud dal poggio Il Carrubo, da dove inizia un altro tratto di costa alta e rocciosa, con pendenze piuttosto ripide. Tra Il Carrubo e la Punta Avvoltore, alla cui sommità sorge la torre omonima, si trova uno dei punti più spettacolari di questo tratto costiero, Cala dei Santi, presso la quale è possibile accedere alla famosa Grotta Azzurra. In questa zona le profondità variano tra i 5 e i 40 metri.
A sud-ovest di Punta Avvoltore si apre un'ampia baia rocciosa, ove è ubicata anche una piccola insenatura denominata Cala Piazzoni (anch'essa rocciosa), formata dalle pendicisud-orientali di Poggio del Cane e di Poggio Canaloni. La suddetta baia termina con la Punta di Torre Ciana, ove sorge l'omonima torre, che costituisce l'ultima pendice di Poggio Bocca d'Inferno: proprio questo è il punto più a sud del promontorio dell'Argentario.

### Costa sud-occidentale

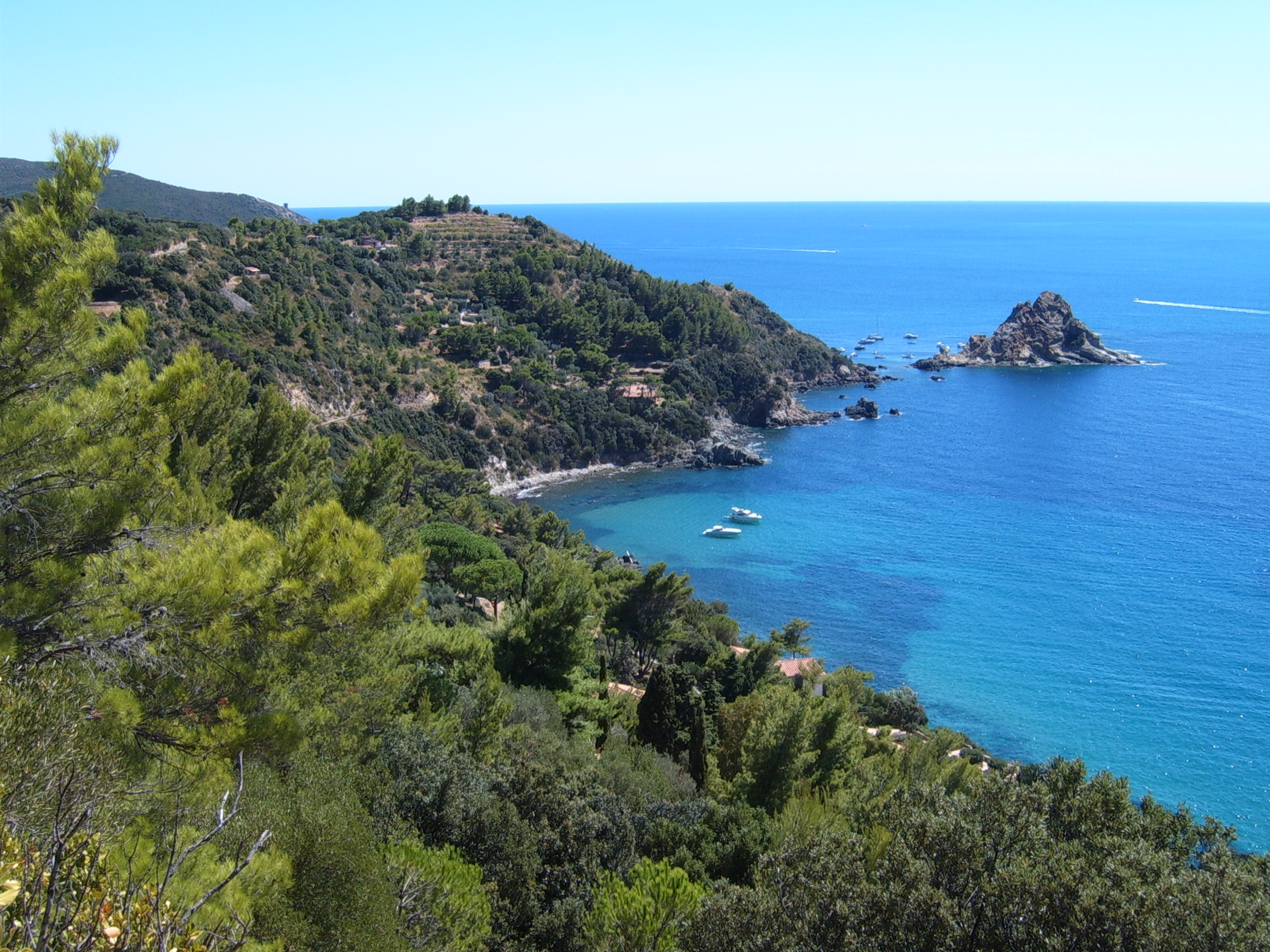
Tratto della costa sud-occidentale dell'Argentario con sullo sfondo Le Scorpacciate fronteggiate dall'Isola Rossa, viste entrambe da nord

La costa sud-occidentale del promontorio dell'Argentario si articola tra Punta di Torre Ciana a sud-est e Punta di Capo d'Uomo a nord-ovest, alla cui sommità sorge la torre omonima. Procedendo da sud-est verso nord-ovest, il tratto costiero si lascia alle spalle Punta di Torre Ciana e il Poggio Bocca d'Inferno, che chiudono a sud la caratteristica Cala del Purgatorio, che si apre nel punto in cui le pendici occidentali di Poggio Canaloni scendono più dolcemente.
Procedendo verso nord-ovest, la costa riprende più alta e rocciosa, parzialmente interrotta dalla Valletta degli Acquastrini che separa il versante settentrionale di Poggio Canaloni da quello meridionale di Poggio Bocche Grandi, sulle cui pendici occidentali a picco sul mare si eleva la Torre delle Cannelle, a nord della quale si apre la Spiaggia delle Cannelle, l'unica di questo tratto a presentare granelli di sabbia mista a ghiaia e ciottoli.
Dopo un ulteriore tratto roccioso, si giunge ad una piccola protuberanza peninsulare che si protende verso il mare, di fronte alla quale si trova la caratteristica Isola Rossa, mentre proseguendo lungo la costa si incontra immediatamente una piccola insenatura denominata Le Scorpacciate. Oltre la piccola baia, la costa continua alta, rocciosa e a tratti molto scoscesa. Si raggiunge così la Torre della Maddalena, oltre la quale la costa prosegue frastagliata fino a raggiungere Punta della Maddalena e la penisoletta di Capo d'Uomo.

### Costa occidentale

La costa occidentale di Cala Moresca

La costa occidentale del promontorio dell'Argentario si sviluppa tra Punta di Capo d'Uomo a sud e Punta Lividonia a nord, presso la quale sorge l'omonima torre. Proprio la suddetta punta costituisce il punto più a nord dell'intero promontorio. Procedendo da sud verso nord, si lascia alle spalle Punta di Capo d'Uomo, con profondità sottomarine fino ai 40 metri, e la costa prosegue molto frastagliata, con Cala Piccola che si apre scogliosa, chiusa a nord da Punta di Cala Piatti. Proprio in prossimità di questa cala si trova in profondità il suggestivo Scoglio del Corallo, di cui ne è ricchissimo, che racchiude una serie di grotte sottomarine a profondità fino ai 30 metri.

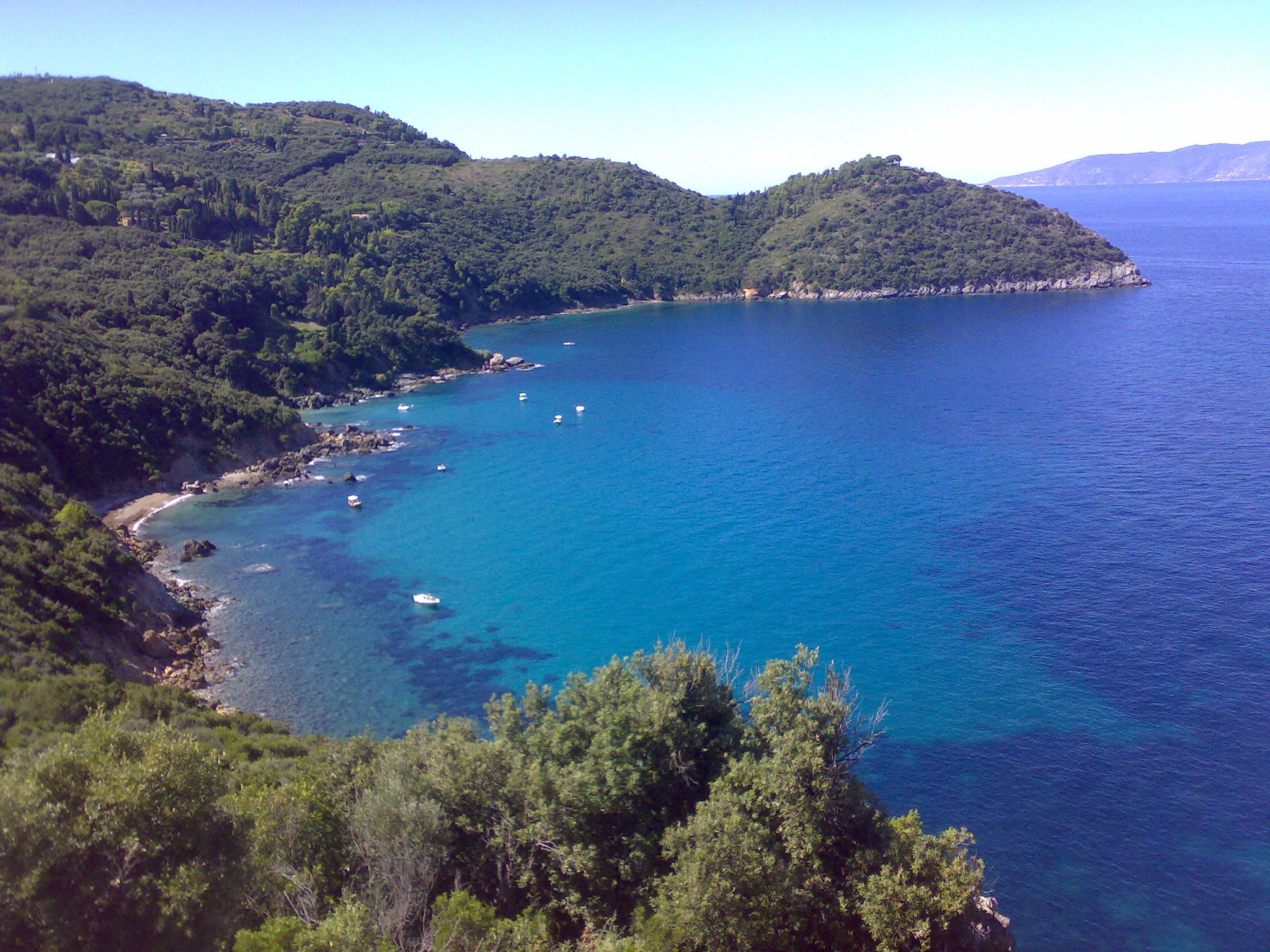
Cala Grande lungo la costa occidentale

Più a nord, lungo la costa si trova Punta del Bove, che chiude a sud Cala del Bove, che a nord è separata a sua volta da Cala del Gesso da Punta del Gesso. In prossimità della prima delle suddette cale si trova la celebre Grotta del Bove. Oltre la vicina Cala del Gesso, chiusa a nord da Punta di Cala Moresca, si apre Cala Moresca, dominata dall'omonima torre costiera. Nel mare di fronte a queste ultime due cale è ben visibile la sagoma dell'Isola Argentarola, ove si trova un'altra caratteristica grotta.
A nord di Cala Moresca la costa prosegue alta e rocciosa, fino alla Punta di Cala Grande, luogo di ubicazione della torre omonima successivamente trasformata in faro. La suddetta punta, protuberanza digradante occidentale di Poggio Spadino, chiude a sud un'ampia baia ove è situata anche Cala Grande, i cui limiti settentrionali sono costituiti da Punta Cacciarella, sede anch'essa in passato di una torre costiera.
Punta Cacciarella, propaggine digradante nord-occidentale di Monte Spaccabellezze, chiude a sud Cala Cacciarella, che a sua volta è delimitata a nord da Punta Monaco, oltre la quale un tratto costiero frastagliato conduce fino a Punta Lividonia, il punto più settentrionale dell'intero promontorio dell'Argentario, sede anch'essa dell'omonima torre di avvistamento. Le varie cale che si trovano lungo questo tratto sono tutte rocciose, con gli scogli che in alcuni punti si presentano di dimensioni maggiori ed in altri di dimensioni minori.

### Costa settentrionale

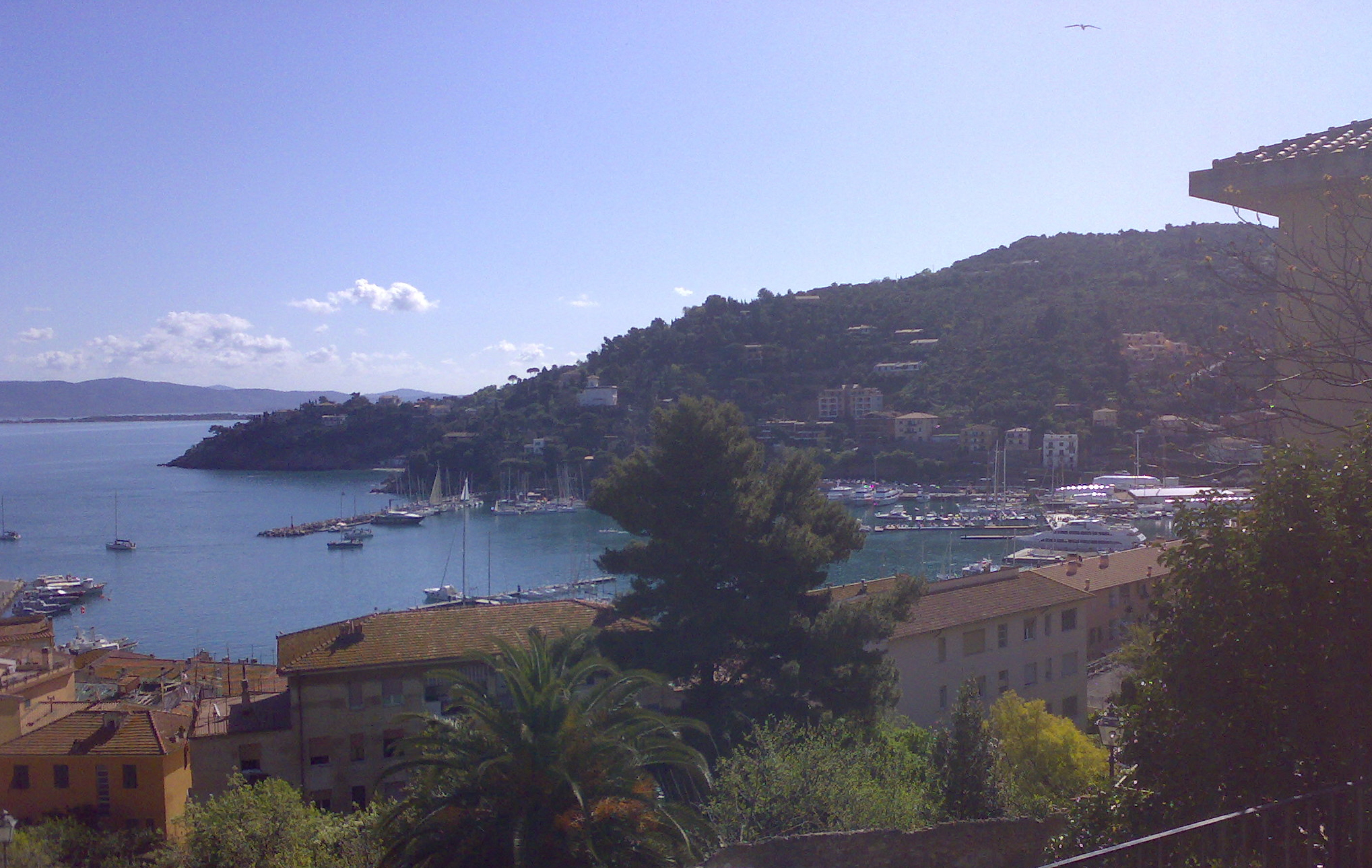
Costa settentrionale di Porto Santo Stefano

La costa settentrionale del promontorio dell'Argentario si articola tra Punta Lividonia a nord-ovest e la foce del Canale di Santa Liberata a est. Lungo questo tratto costiero si affaccia Porto Santo Stefano, ove è ubicata la sede municipale di Monte Argentario. Procedendo da ovest verso est, la costa si presenta alta e rocciosa tra Punta Lividonia e Punta della Madonnetta, che delimita a ovest l'abitato di Porto Santo Stefano. Il tratto costiero su cui si affaccia l'abitato, presenta una passeggiata lungomare che si affianca alla strada urbana. Proseguendo lungo quella direzione si incontra prima il Porto Vecchio di Porto Santo Stefano, ormeggio di tipo turistico, e dopo un altro tratto di passeggiata lungomare il Porto del Valle, punto di partenza dei traghetti per l'Isola del Giglio e per Giannutri, a cui sono annessi l'area riservata ai pescherecci e i cantieri navali.
Oltrepassata l'area del porto principale, la costa diviene nuovamente alta e rocciosa, lungo la quale si incontrano le penisolette di Punta Nera e del Calvello, ove si trovava originariamente una torre costiera. Quest'ultima propaggine chiude a ovest Cala del Pozzarello, situata nell'omonima località, caratterizzata da ghiaia grigia ed esposta a nord. Sulla cima del rilievo che si eleva dietro la suddetta cala si trova il Forte del Pozzarello, struttura militare voluta tra la fine dell'Ottocento e gli inizi del secolo scorso.
A est della Cala del Pozzarello, un altro tratto di costa più alta e rocciosa conduce alla località di Santa Liberata, adagiata sulle ultime pendici digradanti verso il mare, presso la quale si trovano i resti di una villa romana nella baia denominata Bagni di Domiziano. La cima del poggio che domina quest'ultima area dall'immediato retroterra è denominata Il Pianone. Poco più a est si apre la foce del canale di Santa Liberata, delimitata a sud dalle pendici settentrionali del promontorio dell'Argentario e a nord dal cordone sabbioso del Tombolo della Giannella: da questo tratto ha inizio la costa nord-orientale dell'Argentario, bagnata dalle acque salmastre della Laguna di Orbetello.

## Entroterra

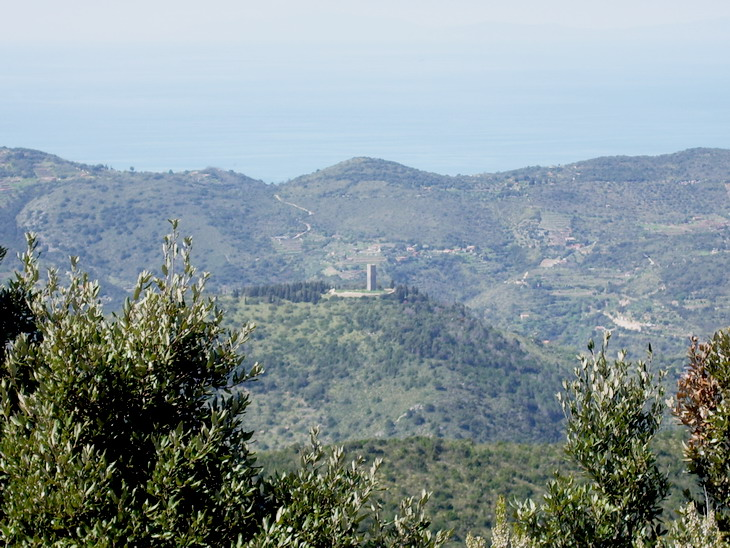
L'entroterra del promontorio dal monte Telegrafo

L'entroterra dell'Argentario si presenta completamente collinare, con le pendici che tendono a salire più dolcemente nella parte nord-orientale del promontorio, ad iniziare dalla piccola area pianeggiante di Terrarossa. Alcune di queste colline presso Terrarossa erano sfruttate nel passato per l'estrazione di pirite, da cui è derivata la denominazione della suddetta località. Le miniere erano servite da convogli merci che sostavano presso la stazione di Terrarossa, situata lungo la dismessa ferrovia Orbetello-Porto Santo Stefano, che creava un raccordo tra il Porto del Valle e la città lagunare, ove confluiva nella ferrovia Tirrenica. L'esistenza di tali miniere è testimoniata anche dalla presenza di torri, ben visibili dal Tombolo della Feniglia e dalla Laguna di Levante.
Mentre sul versante nord-orientale le pendici tendono a salire con maggiore gradualità, si hanno ripidi strapiombi lungo alcuni tratti costieri, che risultano molto accentuati presso la punta di Capo d'Uomo (costa occidentale), lungo diversi tratti del tratto costiero sud-occidentale e nell'area prospiciente punta Avvoltore lungo la costa sud-orientale, dove vi sono pareti e dolomie ripidissime, che in passato hanno causato anche alcuni movimenti franosi. 
Proprio nell'immediato retroterra di punta Avvoltore, si raggiungono i 635 metri s.l.m. della cima montuosa denominata punta Telegrafo, la vetta più alta dell'intero promontorio, raggiungibile anche salendo più dolcemente dal versante nord-orientale, dopo aver superato i complessi religiosi del convento della Presentazione al Tempio e della chiesa e noviziato di San Giuseppe. Il crinale che comprende anche la cima più alta è ben riconoscibile anche a distanza per la presenza di numerosi ripetitori radiotelevisivi; sulla vetta del monte Telegrafo si trova anche la stazione meteorologica di Monte Argentario, ufficialmente riconosciuta dall'Organizzazione meteorologica mondiale, facente capo al Servizio meteorologico dell'Aeronautica Militare.

## Area protetta
Il Monte Argentario è un sito di interesse regionale (SIR 125), sebbene come area protetta non sia compresa nel sistema di protezione regionale. È stato proposto come sito di importanza comunitaria (pSIC) ed è tutelato come zona di protezione speciale (ZPS), in particolare in riferimento alle coste rocciose di falesie, di elevato interesse naturalistico e paesaggistico. La costa del promontorio è inserita nel Santuario dei cetacei istituito nel 1991 come area naturale marina protetta di interesse internazionale. 
I principali elementi di criticità interni al sito sono: 
- Presenza di edificato sparso, spesso di tipo residenziale, soprattutto lungo la costa.
- Turismo di massa estivo, con forte carico nelle aree servite dalla viabilità, e abbondante presenza di natanti, lungo tutta la costa.
- Frequenti incendi distruttivi.
- Abbandono di aree precedentemente coltivate (spesso con terrazzamenti) e pascolate.
- Rimboschimenti di conifere.
- Diffusione di specie alloctone.
- Stazione di specie di flora rare o esclusive, con popolamenti esigui ed estremamente vulnerabili.

I principali elementi di criticità esterni al sito sono:
- Presenza di centri abitati e insediamenti turistici con potenziali ed ulteriori ampliamenti.

I principali obiettivi di conservazione da adottare tramite adeguate misure sono: 
1. Conservazione degli endemismi esclusivi o a distribuzione ristretta di flora e fauna (EE).
2. Mantenimento/recupero degli habitat prioritari (praterie) e delle specie floristiche rare (EE).
3. Mantenimento/incremento di un mosaico ambientale complesso, con sufficiente presenza dei diversi stadi delle successioni vegetazionali e di zone agricole (EE).
4. Mantenimento degli elevati livelli di naturalità delle zone meno antropizzate (EE).
5. Limitazione degli interventi di rimboschimento, da effettuare nei soli casi di evidente necessità, e rinaturalizzazione degli impianti esistenti di conifere (M).

Indicazioni per le misure di conservazione:
- Verifica e limitazione di ulteriori programmi di sviluppo d'insediamenti turistici, viabilità, ecc., con particolare attenzione per la tutela delle zone meno antropizzate, delle aree costiere e degli endemismi (EE).
- Incentivazione-promozione delle attività agricole a basso impatto verificando, in particolare, la possibilità di ripristino di attività zootecniche che consentano il mantenimento di praterie e garighe (EE).
- Tutela delle formazioni vegetazionali più evolute, in particolare, delle leccete e dei boschetti di latifoglie, e avviamento d'interventi di gestione (anche mediante misure contrattuali) finalizzati a incrementarne i livelli di maturità (E).
- Indagini sulla consistenza e sulla tendenza delle popolazioni delle specie rare di flora (M).

## Fauna
Di notevole interesse la conservazione dell'avifauna delle garighe e degli ambienti rupicoli: sono presenti numerose forme endemiche, alcune esclusive, e numerosi elementi d'interesse biogeografico, così come varie specie rare di uccelli nidificanti sono legate alle falesie indisturbate. Da segnalare la presenza della magnanina sarda (Sylvia sarda), nidificante; della sterpazzola di Sardegna (Sylvia conspicillata), nidificante, probabilmente regolare; della bigia grossa (Sylvia hortensis), nidificante, da confermare come tale in anni recenti; dell'ortolano (Emberiza hortulana), nidificante nelle aree recentemente incendiate, da confermare come tale in anni recenti; dell'averla cenerina ( Lanius minor), nididificante, da confermare come tale in anni recenti; di Oenanthe hispanica e di Emberiza melanocephala fra le nidificanti; della monachella (Oenanthe hispanica), nidificante forse regolare. Sebbene frequente lungo le coste, non sono mai stati registrati indizi di nidificazione del gabbiano corso (Larus audouinii). È presumibilmente irregolare la nidificazione di Falco naumanni, recentemente segnalato, mentre possibile nidificante è il biancone (Circaetus gallicus).
Tra i mammiferi predatori sono presenti le specie Felis silvestris silvestris e Martes martes. Tra gli anfibi è presente il Discoglossus sardus, specie endemica dell'area mediterranea occidentale; tra i rettili si segnala la presenza di Phyllodactylus europaeus e della Testudo hermanni, del cervone (Elaphe quatuorlineata). Presenza del lepidottero Euplagia quadripunctaria ed altri endemismi.

## Flora
La tipologia ambientale prevalente nel SIR è data dal promontorio di natura prevalentemente calcarea, legato al continente dai due tomboli, Giannella e Feniglia. Prevalgono mosaici dei vari stadi evolutivi della vegetazione mediterranea, dai prati annui alla lecceta. Sono diffusi anche rimboschimenti di conifere e aree coltivate. Le coste sono in gran parte rocciose, a morfologia aspra, costituendo un'area ad elevata diversità floristica con specie rare, endemiche, relitte a vegetazione mediterranea termofila e xerofila nell'esposizione sud-ovest, più mesofita nei versanti nord-orientali. Tra le altre tipologie ambientali rilevanti ci sono gli affioramenti rocciosi, aree urbanizzate e spiagge, con boschi di latifoglie nelle vallate più fresche. Le praterie aride calcaree sono ricche di orchidee. 
Tra le specie vegetali, figurano la scolopendria minore (Phyllitis sagittata), una specie rara, a distribuzione mediterranea, propria di zone umide ed ombrose, su substrato calcareo. In Toscana è presente nelle isole di Gorgona e Pianosa, sul Promontorio di Piombino e al Monte Argentario; la cornetta giunchiforme (Coronilla juncea), una specie mediterraneo-occidentale, presente in Italia solo sul Monte Argentario, sulle rupi calcaree ai margini di garighe; la gallinetta calicina (Misopates calycinum), specie del mediterraneo occidentale, che in Toscana è presente soltanto sul Monte Argentario, con una popolazione molto ridotta e circoscritta; la vedovina delle scogliere (Scabiosa cretica) è una rara specie mediterranea, presente in poche stazioni italiane e, in Toscana, solo all'Argentario, in due stazioni assai ridotte.
Centaurea aplolepa ssp. cosana è un endemismo maremmano presente nella Maremma Grossetana e sull'Argentario. Centaurea paniculata var. litigiosa è un endemismo esclusivo del Monte Argentario, dove vive, in stazioni rifugio, su rocce e rupi. Il radicchio spagnolo (Hyoseris baetica) è una specie presente in Toscana in due stazioni, ad Ansedonia e sul Monte Argentario, con pochissimi individui. La timelea tricocca (Cneorum tricoccon) è una specie presente in Toscana solo in tre siti: Monte Argentario, isole di Giannutri e di Montecristo. Il vilucchio turco (Convolvulus cneorum) è una rara specie mediterranea, in Toscana è presente solo sul Monte Argentario, dove si ritrova sulle rupi marittime. Numerosa la presenza di sarracchio (Ampelodesmos mauritanicus), molto ricco il contingente delle orchidee selvatiche che annovera oltre 40 specie differenti tra cui l'endemica Ophrys argentaria.